# Ассоциация обороны Ольстера
Ассоциация обороны Ольстера (англ. Ulster Defence Association) — запрещённая протестантская военизированная группировка Северной Ирландии. Также известна как «Борцы за свободу Ольстера» (Ulster Freedom Fighters). В ЕС, США и Великобритании считается террористической. В 2010 году заявила о разоружении.
Образована в сентябре 1971 в ответ на создание католической Ирландской республиканской армии (ИРА — Irish Republican Army). Сыграла активную роль в майской забастовке 1974 года, организованной Советом рабочих Ольстера.
Насчитывает до 4 тыс. членов. Уставная цель — «защита протестантского населения Ольстера от террористов и противодействие попыткам отделить Северную Ирландию от Великобритании». Соперничает с другой аналогичной протестантской организацией — «Добровольческими силами Ольстера» (Ulster Volunteer Force).

### Председатели
- Чарльз Хардинг Смит (1971—1972)
- Джим Андерсон (1972)
- Чарльз Хардинг Смит, Джим Андерсон (1972—1973)
- Энди Тайри (1973—1988)
- с 1988 должность вакантна

## Галерея
- Флаг «Борцов за свободу Ольстера» (UFF) с девизом на латыни Feriens tego, что означает «поражая, я защищаю»
- Граффити Юго-Восточной Антримской бригады UDA/UFF в Ньютаунабби
- Граффити UDA/UFF в Бангоре
- Граффити UFF в районе Сэнди-Роу в Южном Белфасте
- Флаг UFF в Финвое, сельской местности графства Антрим
- Настенный баннер в Дервоке, свидетельствующий о поддержке бригады Северного Антрима и Лондондерри